# École de joutes
 (août 2008).
Si vous disposez d'ouvrages ou d'articles de référence ou si vous connaissez des sites web de qualité traitant du thème abordé ici, merci de compléter l'article en donnant les références utiles à sa vérifiabilité et en les liant à la section « Notes et références ».
Une École de joutes s'occupe de former de jeunes enfants (jusqu'à 17 ans) aux joutes languedociennes. Comme pour les adultes, il y a différentes catégories ainsi que différentes méthodes.

## Historique
La première école de Joutes fut fondée par M. Jean-Louis Roche en 1953 à Palavas-les-Flots. Amoureux et fervent défenseur de ce sport, il est né à Montpellier le 29 décembre 1919 et a disparu le 1er janvier 2002. L'école de joutes Palavasienne fut tenue par M. Roche pendant plus de 45 ans.
En 1975, à Mèze, la Jeune Lance Sportive Mézoise, sous l'impulsion de Georges Baëza et d'Antoine La Bruna, créait son école de joutes. En 1977, avec la création des écoles de joutes de Marseillan, le Grau du Roi et de l'École de Joutes de la Marine à Sète, les premiers tournois régionaux furent organisés. En 2008, la Ligue de joutes languedociennes compte 15 école de joutes.

## Catégories de jouteurs
Il y a d'abord les plus petits qui joutent sur Chariots : 
- Premières Années (enfants nés en 2008 et 2007) ;
- Deuxièmes Années (enfants nés en 2006 et 2004).

Jouteurs sur barques (à moteurs) :
- Légers (enfants nés en 2004 et 2003) ;
- Pupilles (enfants nés de 2002 et 2001) ;
- Minimes (enfants nés en 2000 et 1999) ;
- Cadets (enfants nés en 1998 et 1997).

Dérogation: Les enfants nés en 1996 et pesant moins de 60 kilos voulant faire une année de plus en cadets le pourront, toutefois, ils seront pesés en début de saison, en milieu de saison et pour le championnat de France s'ils sont qualifiés.

## Méthodes de joutes
La joutes en enfants se pratiquent sur des petites barques lors d'entrainements.
Mais lors de grands tournois, on passe à la classe au-dessus.

## Tournois spéciaux
Quelques tournois adultes se sont insérés dans le calendrier enfants comme le Championnat de France et La Coupe de l'Hérault qui fait son entrée cette année 2009
Le grand tournoi de la Saint-Luis de Sète a également trouvés sa place se nommant "Tournoi des jeunes jouteurs".
À l'occasion de ce tournoi :
Les pupilles s'appelant Mi-Moyens
Les minimes s'appelant Moyens
Les cadets s'appelant Lourds